# منتخب أفغانستان لكرة اليد
منتخب أفغانستان لكرة اليد هو ممثل أفغانستان الرسمي في المنافسات الدولية في كرة اليد
.